# Dr. John
Malcolm John "Mac" Rebennack, Jr., mer känd under sitt artistnamn Dr. John, född 20 november 1941 i New Orleans, Louisiana, död 6 juni 2019 i New Orleans, var en amerikansk singer/songwriter, pianist och gitarrist. Hans musik sorteras under stilarna blues, boogie woogie och rock and roll. När han gav konserter gjorde han det oftast med en teatral scenshow innehållandes element typiska för New Orleans, exempelvis voodoo och Mardi Gras-inspirerade kostymer. Han inspirerades starkt av pianisten Professor Longhair. Hans mest kända låt är "Right Place, Wrong Time" från 1973, vilken nådde niondeplatsen på amerikanska singellistan. År 2011 valdes han in i Rock and Roll Hall of Fame.
Dr. John gav ut ett trettiotal studioalbum och flera livealbum. Hans första album Gris-Gris tillhör de kändaste och blev med tiden en stilbildare, även om det inte alls blev någon framgång när det gavs ut 1968. Han har belönats med sex Grammys. Han medverkade i fyra avsnitt av den amerikanska TV-serien Treme där han spelade sig själv.

## Diskografi
Album
- 1968 – Gris-Gris
- 1969 – Babylon
- 1970 – Remedies
- 1971 – The Sun, Moon & Herbs
- 1972 – Dr. John's Gumbo
- 1973 – In the Right Place
- 1974 – Desitively Bonnaroo
- 1975 – Hollywood Be Thy Name
- 1978 – City Lights
- 1979 – Tango Palace
- 1981 – Dr. John Plays Mac Rebennack
- 1983 – The Brightest Smile in Town
- 1989 – In a Sentimental Mood
- 1992 – Goin' Back to New Orleans
- 1994 – Television
- 1995 – Afterglow
- 1998 – Anutha Zone
- 2000 – Duke Elegant
- 2001 – Creole Moon
- 2004 – N'Awlinz: Dis Dat or d'Udda
- 2005 – Sippiana Hericane
- 2006 – Mercernary
- 2008 – City That Care Forgot
- 2012 – Locked Down
- 2013 – New Orleans Native Son
- 2014 – Ske-Dat-De-Dat: The Spirit of Satch